# Viazac
Viazac ist eine französische Gemeinde mit 339 Einwohnern (Stand 1. Januar 2022) im Département Lot in der Region Okzitanien. Sie gehört zum Arrondissement Figeac und zum Kanton Figeac-2.
Nachbargemeinden sind Cardaillac im Nordwesten, Saint-Perdoux im Norden, Prendeignes im Nordosten, Linac im Osten, Saint-Jean-Mirabel im Südosten, Lunan im Süden, Figeac im Südwesten und Planioles im Westen.

## Bevölkerungsentwicklung
| Jahr      | 1962 | 1968 | 1975 | 1982 | 1990 | 1999 | 2008 | 2018 |
| --------- | ---- | ---- | ---- | ---- | ---- | ---- | ---- | ---- |
| Einwohner | 334  | 296  | 272  | 295  | 254  | 286  | 286  | 327  |